# Voltron
Voltron est une série télévisée d'animation américaine en 124 épisodes de 22 minutes produite par Toei Animation et World Events Productions, diffusée entre le 10 septembre 1984 et le 18 novembre 1985 en syndication. La série regroupe en une seule histoire deux séries japonaises indépendantes l'une de l'autre : GoLion (52 épisodes) et Dairugger XV (52 épisodes). Cependant, les 20 derniers épisodes de Voltron mettant en scène Golion ont été spécialement réalisés par la Toei pour WEF et la série Voltron.
Les épisodes du dessin animé commencent à être diffusés dans l'émission Chaud les glaçons ! sur Antenne 2 à compter du 7 septembre 1988. Le générique est interprété par Norbert ARIAS. Faute de succès, seulement 26 épisodes ont été doublés en français.
Une seconde série télévisée sur le thème et utilisant de l'infographie a été produite seulement par WEP à la fin des années 1990. 
Un reboot, Voltron, le défenseur légendaire, a été produit par Dreamworks entre 2016 et 2018 et diffusée sur Netflix. Il mélange anime et images de synthèse.

## Liste des épisodes
01. Les explorateurs
02. L'évasion
03. Le fantôme
04. La clé a disparu
05. La princesse
06. Le bras droit de Voltron
07. Les nouvelles du lion
08. Le lion volé
09. Une belle espionne
10. Le secret du Lion blanc
11. La reddition
12. Le mauvais anniversaire
13. La sorcière a changé
14. Yurak
15. Donnez-moi votre princesse
16. Le pont sur le fleuve
17. Mon frère le voleur
18. Zarkon est mourant
19. Le château enseveli
20. La planète mère
21. La journée va être froide
22. Fleurs mortelles
23. Il faut des vrais lions
24. Le raid des souris
25. Le trajet de l'Express
26. Le voleur invisible